# Wade Dominguez
Wade Dominguez (10 de maio de 1966-26 de agosto de 1998) foi um ator, modelo, cantor e dançarino estadunidense. Seu papel de destaque foi Emilio Ramírez em Mentes Perigosas, 1995.
Wade Dominguez nasceu em Santa Clara, na Califórnia, em 10 de maio de 1966. Estudou na escola de Live Oak, posteriormente trabalhando como go go dancer e fazendo sua fama em boates. Também trabalhou como vendedor de roupas no Beverly Center, onde sua beleza chamou atenção, o que fez com que ele passasse a trabalhar como modelo.
Sonhando continuar a ser ator, Wade se mudou para Los Angeles, onde assistiu às aulas de Jeannie Berlin. A mãe de Berlin notou o brilhante desempenho de Wade na classe e passou a indicá-lo para diversos papéis no cinema.
Enquanto trabalhava como modelo na Itália, conseguiu um papel secundário em uma novela nos Estados Unidos.
Em 1994, ele atuou no filme Erotique. Seu reconhecimento, porém, veio com o personagem Emílio Ramírez em Mentes Perigosas, onde atuou ao lado de Michelle Pfeiffer.
Por ter sido muito elogiado por sua atuação em Mentes Perigosas, Domínguez foi convidado a participar de outros filmes, como City Of Industry, O Taxman e Sombra da Dúvida.
Faleceu em 26 de agosto de 1998, aos 32 anos, no Hospital Midway, vítima de insuficiência respiratória.